# 2012 au Vanuatu
Cet article présente les faits marquants de l'année 2012 au Vanuatu.

## Évènements

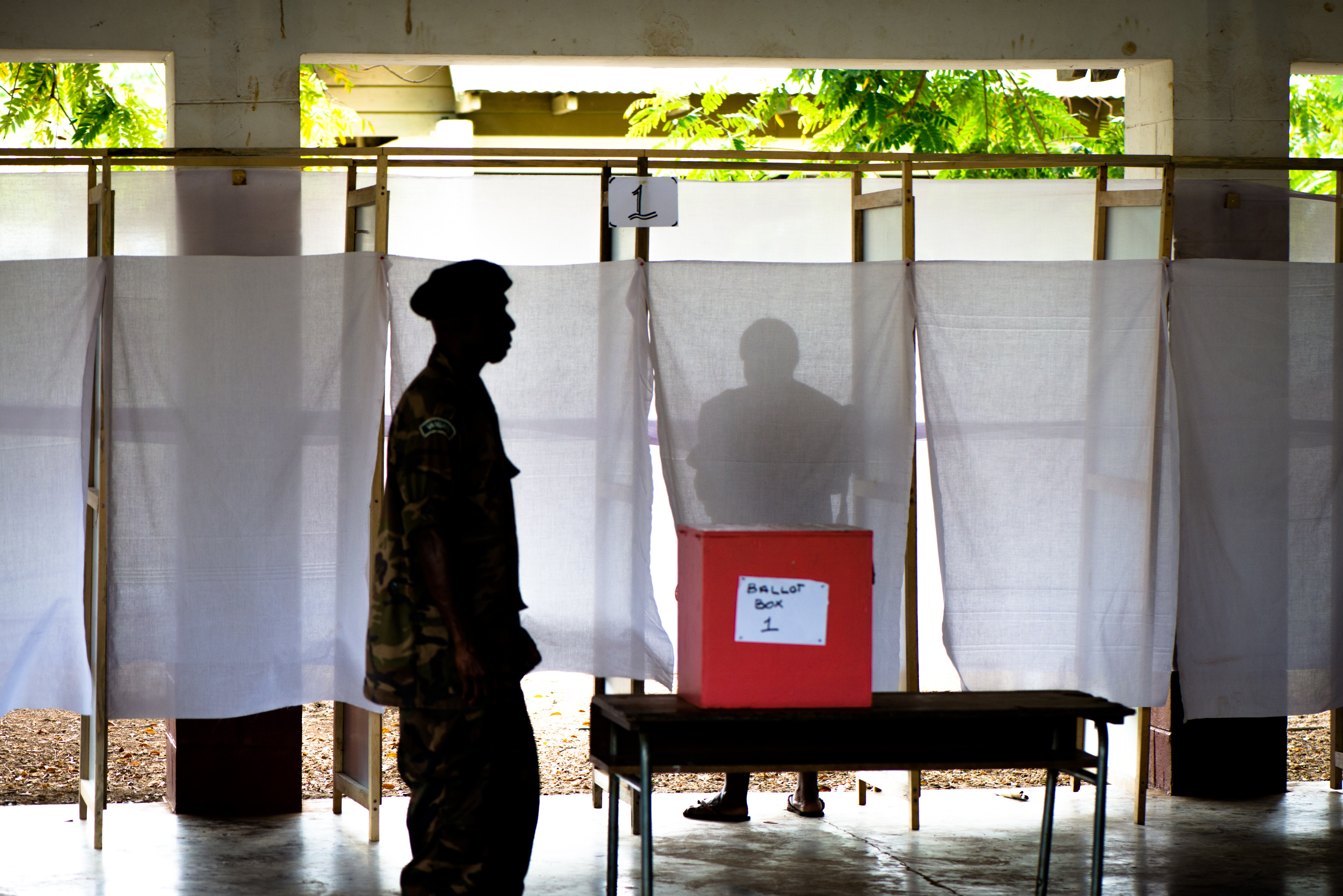
Élections législatives d'octobre 2012 au Vanuatu

- avril / mai : Incident diplomatique entre l'Australie et le Vanuatu. Fin avril, alors que le Premier ministre vanuatais Sato Kilman transite par l'Australie lors d'un voyage en Israël, Kilman et sa délégation se voient contraints de patienter et de remplir les formulaires d'immigration australiens ; puis le chef de cabinet du premier ministre, Clarence Marae, est arrêté par la police australienne, soupçonné de fraude à l'encontre des autorités australiennes pour des faits antérieurs. Début mai, le gouvernement vanuatais expulse tous les policiers australiens qui se trouvent sur territoire vanuatais pour former leurs collègues de ce pays. Le gouvernement précise que la mesure est une réponse au « manque de respect » envers Kilman à l'aéroport, et non à l'arrestation de Marae[1]. Serge Vohor, chef de l'opposition au Vanuatu, critique cette décision[2].

- 30 octobre : Élections législatives. Sato Kilman est confirmé au poste de premier ministre[3].

- 10 décembre : Décès de Harry Iauko, ministre vanuatais des Infrastructures et des Services publics (en exercice)[4].